# Nathaniel Everett Green
Pour les articles homonymes, voir Green.
Nathaniel Everett Green (né le 21 août 1823, mort le 10 novembre 1899) est un peintre britannique, un professeur d'art et un astronome. Il peint professionnellement des paysages et des portraits et obtint une renommée pour ses dessins de planètes.

## Biographie
Né à Bristol, son intérêt pour l'astronomie date de 1859, il se fait alors construire un télescope de 33 cm de type Newton pour son usage personnel et l'installe sur l'île de Madère. C'est en 1877 qu'il commence une série de dessins au crayon de la planète Mars.
En 1880, il est appelé au château de Balmoral pour y enseigner l'art à certains membres de la famille royale dont la Reine Victoria.
Il est l'un des membres fondateurs de la British Astronomical Association et en est le président de 1897 à 1898.
Un cratère sur Mars est nommé en son honneur.